# Bosquerola tigrada
La bosquerola tigrada (Setophaga tigrina) és una espècie d'ocell de la família dels parúlids (Parulidae) que habita els boscos centrals i sud-orientals del Canadà i les zones limítrofes del nord-est dels Estats Units. Passa l'hivern a les Antilles, Amèrica Central i nord de Sud-amèrica.